# Cacofonia
Cacofonia (dal greco κακοφονία kakophonia - κακος, cattivo + φωνή, voce, suono) si riferisce a un suono che risulta sgradevole all'udito per la successione disarmonica delle note di strumenti musicali o dall'accostamento di determinati suoni o sillabe.

## Descrizione
La cacofonia viene spesso utilizzata nei calembours linguistici e ancora più spesso negli scioglilingua. In questo caso diventa voluta per ottenere un particolare effetto sonoro che a volte, paradossalmente, perde il suo carattere cacofonico "cattivo" per diventare addirittura eufonico. L'eufonia, infatti, è l'opposto della cacofonia e si riferisce a suoni (vocali, strumentali o comunque musicali) piacevoli.
È possibile addirittura che la cacofonia venga ricercata e divenga fattore poetico quando utilizzata per evidenziare linguisticamente le parole e i loro legami. Un'analogia può essere fatta con l'arte figurativa, dove forme e colori avvicinati in modo stridente pongono in evidenza aspetti artistici che altrimenti passerebbero inosservati.
Poiché ogni lingua possiede le proprie cacofonie, ricordiamo, come esempio non italiano, alcuni versi di Jean de La Fontaine:
(Jean de La Fontaine, "Le corbeau et le renard")
Dove le rime finali riproducono cacofonicamente - e quindi mettono in risalto - lo sgraziato verso del corvo, contrappuntando, per di più, le parole di apprezzamento della sua voce interessatamente pronunciate dalla volpe.
In ambito musicale la cacofonia non va confusa con la dissonanza - termine più legato al mondo della musica - che ha un significato abbastanza simile, ma è il risultato della combinazione di suoni che danno una sensazione di disomogeneità e di discordanza, al contrario della consonanza che richiama la gradevolezza dell'effetto di suoni o colori che si fondono bene tra loro.